# エジン旗桃来空港
エジン旗桃来空港（エジンき とうらいくうこう、中国語: 额济纳旗桃来机场）（(IATA: EJN, ICAO: ZBEN)）は、中華人民共和国内モンゴル自治区エジン旗の地方空港。
2020年の時点での計画上の利用客は8万人とされており、現在進められているおもな建設により、空港飛行区等級3Cとなっており、滑走路は2000メートル、ターミナル施設は480平方メートルで、2機の駐機場、航空管制施設、給油施設、公共施設が設けられる。2013年12月17日午後2時、アルシャー左旗バヤンホト空港から離陸した新舟60は、エジン旗桃来空港に飛来し、正式に航行した。これによりエジン旗の航空、鉄道、道路の立体交通体系がひと通り作り上げられた。
この空港の建設は、アルシャー左旗バヤンホト空港（中国語表記:阿拉善左旗巴彦浩特机场）、アルシャー右旗バダンジリン空港（中国語表記:阿拉善右旗巴丹吉林机场）の建設と一体の事業として2012年8月に着工され、総額3億8950万人民元を投じ、2013年12月17日に3空港が揃って開港した。

## 就航路線
2018年春の就航路線
| 航空会社       | 就航地                         |
| -------------- | ------------------------------ |
| 幸福航空（JR） | アルシャー左旗バヤンホト、西安 |